# Liste des municipalités du Chiapas

Armoiries de l'État du Chiapas

L'état mexicain de Chiapas comprend 125 municipalités et sa capitale est Tuxtla Gutiérrez.

## Liste des municipalités et des codes INEGI associés
Le code INEGI complet de la municipalité comprend le code de l'État - 07 - suivi du code de la municipalité. Exemple : Amatán = 07005. Chaque localité de la municipalié a aussi son code INEGI. Ainsi pour le chef-lieu de la municipalité d'Amatán, Amatán = 070050001.

État de Chiapas

Carte géographique avec les 118 municipalités de Chiapas (jusqu'au numéro 125, sans le numéro 95).

| Code | Municipalité               | Chef-lieu de la municipalité |
| ---- | -------------------------- | ---------------------------- |
| 001  | Acacoyagua                 | Acacoyagua                   |
| 002  | Acala                      | Acala                        |
| 003  | Acapetahua                 | Acapetahua                   |
| 004  | Altamirano                 | Altamirano                   |
| 005  | Amatán                     | Amatán                       |
| 006  | Amatenango de la Frontera  | Amatenango de la Frontera    |
| 007  | Amatenango del Valle       | Amatenango del Valle         |
| 008  | Ángel Albino Corzo         | Jaltenango de la Paz         |
| 009  | Arriaga                    | Arriaga                      |
| 010  | Bejucal de Ocampo          | Bejucal de Ocampo            |
| 011  | Bella Vista                | Bella Vista                  |
| 012  | Berriozábal                | Berriozábal                  |
| 013  | Bochil                     | Bochil                       |
| 014  | El Bosque                  | El Bosque                    |
| 015  | Cacahoatán                 | Cacahoatán                   |
| 016  | Catazajá                   | Catazajá                     |
| 017  | Cintalapa                  | Cintalapa de Figueroa        |
| 018  | Coapilla                   | Coapilla                     |
| 019  | Comitán de Domínguez       | Comitán de Domínguez         |
| 020  | La Concordia               | La Concordia                 |
| 021  | Copainalá                  | Copainalá                    |
| 022  | Chalchihuitán              | Chalchihuitán                |
| 023  | Chamula                    | Chamula                      |
| 024  | Chanal                     | Chanal                       |
| 025  | Chapultenango              | Chapultenango                |
| 026  | Chenalhó                   | Chenalhó                     |
| 027  | Chiapa de Corzo            | Chiapa de Corzo              |
| 028  | Chiapilla                  | Chiapilla                    |
| 029  | Chicoasén                  | Chicoasén                    |
| 030  | Chicomuselo                | Chicomuselo                  |
| 031  | Chilón                     | Chilón                       |
| 032  | Escuintla                  | Escuintla                    |
| 033  | Francisco León             | Rivera El Viejo Carmen       |
| 034  | Frontera Comalapa          | Frontera Comalapa            |
| 035  | Frontera Hidalgo           | Frontera Hidalgo             |
| 036  | La Grandeza                | La Grandeza                  |
| 037  | Huehuetán                  | Huehuetán                    |
| 038  | Huixtán                    | Huixtán                      |
| 039  | Huitiupán                  | Huitiupán                    |
| 040  | Huixtla                    | Huixtla                      |
| 041  | La Independencia           | La Independencia             |
| 042  | Ixhuatán                   | Ixhuatán                     |
| 043  | Ixtacomitán                | Ixtacomitán                  |
| 044  | Ixtapa                     | Ixtapa                       |
| 045  | Ixtapangajoya              | Ixtapangajoya                |
| 046  | Jiquipilas                 | Jiquipilas                   |
| 047  | Jitotol                    | Jitotol                      |
| 048  | Juárez                     | Juárez                       |
| 049  | Larráinzar                 | San Andrés Larráinzar        |
| 050  | La Libertad                | La Libertad                  |
| 051  | Mapastepec                 | Mapastepec                   |
| 052  | Las Margaritas             | Las Margaritas               |
| 053  | Mazapa de Madero           | Mazapa de Madero             |
| 054  | Mazatán                    | Mazatán                      |
| 055  | Metapa                     | Metapa de Domínguez          |
| 056  | Mitontic                   | Mitontic                     |
| 057  | Motozintla                 | Motozintla de Mendoza        |
| 058  | Nicolás Ruíz               | Nicolás Ruíz                 |
| 059  | Ocosingo                   | Ocosingo                     |
| 060  | Ocotepec                   | Ocotepec                     |
| 061  | Ocozocoautla de Espinosa   | Ocozocoautla de Espinosa     |
| 062  | Ostuacán                   | Ostuacán                     |
| 063  | Osumacinta                 | Osumacinta                   |
| 064  | Oxchuc                     | Oxchuc                       |
| 065  | Palenque                   | Palenque                     |
| 066  | Pantelhó                   | Pantelhó                     |
| 067  | Pantepec                   | Pantepec                     |
| 068  | Pichucalco                 | Pichucalco                   |
| 069  | Pijijiapan                 | Pijijiapan                   |
| 070  | El Porvenir                | El Porvenir                  |
| 071  | Villa Comaltitlán          | Villa Comaltitlán            |
| 072  | Pueblo Nuevo Solistahuacán | Pueblo Nuevo Solistahuacán   |
| 073  | Rayón                      | Rayón                        |
| 074  | Reforma                    | Reforma                      |
| 075  | Las Rosas                  | Las Rosas                    |
| 076  | Sabanilla                  | Sabanilla                    |
| 077  | Salto de Agua              | Salto de Agua                |
| 078  | San Cristóbal de las Casas | San Cristóbal de las Casas   |
| 079  | San Fernando               | San Fernando                 |
| 080  | Siltepec                   | Siltepec                     |
| 081  | Simojovel                  | Simojovel de Allende         |
| 082  | Sitalá                     | Sitalá                       |
| 083  | Socoltenango               | Socoltenango                 |
| 084  | Solosuchiapa               | Solosuchiapa                 |
| 085  | Soyaló                     | Soyaló                       |
| 086  | Suchiapa                   | Suchiapa                     |
| 087  | Suchiate                   | Ciudad Hidalgo               |
| 088  | Sunuapa                    | Sunuapa                      |
| 089  | Tapachula                  | Tapachula                    |
| 090  | Tapalapa                   | Tapalapa                     |
| 091  | Tapilula                   | Tapilula                     |
| 092  | Tecpatán                   | Tecpatán                     |
| 093  | Tenejapa                   | Tenejapa                     |
| 094  | Teopisca                   | Teopisca                     |
| 096  | Tila                       | Tila                         |
| 097  | Tonalá                     | Tonalá                       |
| 098  | Totolapa                   | Totolapa                     |
| 099  | La Trinitaria              | La Trinitaria                |
| 100  | Tumbalá                    | Tumbalá                      |
| 101  | Tuxtla Gutiérrez           | Tuxtla Gutiérrez             |
| 102  | Tuxtla Chico               | Tuxtla Chico                 |
| 103  | Tuzantán                   | Tuzantán                     |
| 104  | Tzimol                     | Tzimol                       |
| 105  | Unión Juárez               | Unión Juárez                 |
| 106  | Venustiano Carranza        | Venustiano Carranza          |
| 107  | Villa Corzo                | Ciudad de Villa Corzo        |
| 108  | Villaflores                | Villaflores                  |
| 109  | Yajalón                    | Yajalón                      |
| 110  | San Lucas                  | San Lucas                    |
| 111  | Zinacantán                 | Zinacantán                   |
| 112  | San Juan Cancuc            | San Juan Cancuc              |
| 113  | Aldama (municipalité)      | Aldama                       |
| 114  | Benemérito de las Américas | Benemérito de las Américas   |
| 115  | Maravilla Tenejapa         | Maravilla Tenejapa           |
| 116  | Marqués de Comillas        | Zamora Pico de Oro           |
| 117  | Montecristo de Guerrero    | Montecristo de Guerrero      |
| 118  | San Andrés Duraznal        | San Andrés Duraznal          |
| 119  | Santiago el Pinar          | Santiago el Pinar            |